# انفجار أشعة غاما 980425
انفجار أشعة غاما 980425 في علم الفلك (بالإنجليزية:GRB 980425) هو انفجار أشعة غاما حدث لأحد الأجرام السماوية واكتشف في 25 أبريل 1998 في تمام الساعة 21:49 بحسب التوقيت العالمي المنسق. وكان انفجار أشعة غاما شديد التألق ومصحوبا بانفجار في إحدى المجرات البعيدة عن الأرض، وأشعة غاما هذه هي أشعة كهرومغناطيسية ذات طاقة فائقة (طاقتها أكبر من طاقة الأشعة السينية مئات أو آلاف المرات). ويتبع انفجار أشعة غاما عادة وهيج متعقب يدوم لفترة أطول مكون من أصدار أشعة سينية ذات طول موجة أطول، وأشعة فوق البنفسجية وضوء مرئي وأشعة تحت الحمراء وأشعة راديوية. وقد حدث انفجار اشعة غاما في نفس الوقت الذي حدثت فيه انفجار المستعر الأعظم إس إن 1998 بي في، مما يؤشر إلى علاقة بين انفجار أشعة غاما وانفجار مستعر أعظم.

## المشاهدات
اكتشف عداد أشعة غاما الملحق بالمسبار الفضائي «بيبوساكس» BeppoSAX الانفجار جي أر بي 980425 يوم 25 /04/1998 في تمام الساعة 21:49 بحسب التوقيت العالمي المنسق. واستغرق الانفجار نحو 30 ثانية ويتميز بقمة إصدار ضوئي في منحناه الضوئي.
ثم بدأ جهاز الرصد ضيق الزاوية NFI الموجود أيضا على المسبار الفضائي بيبوساكس تسجيل الرصد لنفس منطقة الانفجار لمدة 10 ساعات بعد اكتشاف انفجار أشعة غاما. واكتشف الجهاز إن إف آي مصدرا غير معروف من قبل لأشعة سينية عند مطلع مستقيم RA|19|35|04 ، و ميل DEC|-52|48|33 وكذلك مصدرا آخرا للأشعة السينية عند مطلع مستقيم RA|19|35|21 ،و ميل DEC|-52|52|19.
وخلال الأيام التالية اكتـُشف جرم متغير عن طريق المسبار بيبوساكس أيضا ولكن هذا العداد لم يكن مضبوطا ليكون متزامنا في قياس الإصدارين لأشعة إكس. ويشير المنحنى الضوئي لهذا الجرم إلى احتمال كونه مستعر أعظم.

## علاقته بمستعر أعظم
بين رصد الوهيج المتعقب المكون من أشعة راديوية تزامنه مع جرم سماوي كان مرشحا للإفجار كمستعر أعظم، مما يشير إلى علاقة إلى بين انفجار أشعة غاما 980425 والمستعر الأعظم SN 1998bw.
وكانت هذه هي أول إشارة عن وجود علاقة فعلية بين انفجار أشعة غاما وانفجار مستعر أعظم.
وتتابعت أبحاث البحث عن علاقة بين تلك الظاهرتين منذ اكتشاف تلك الإشارة الأولى وطبقت على انفجار أشعة غاما 970228 وانفجار أشعة غاما 980326 وترجح القياسات أن هذان الانفجارين قد يكون كل منهم قد تأثر بمستعر أعظم.

## اقرأ أيضا
- مجرة إهليجية
- مجرة حلزونية
- مستعر أعظم SN 2005ap
- مجرة
- قزم أبيض
- عملاق أحمر
- الانفجار العظيم
- خط زمني للانفجار العظيم
- نجم نيوتروني
- ثقب أسود
- انفجار أشعة غاما 080319ب
- انفجار أشعة غاما 090423
- انفجار أشعة غاما 970228
- قائمة انفجارات أشعة غاما

## وصلات خارجية
- موقع «الكون» في الإنترنت